# Joshua Giddings
Pour les articles homonymes, voir Giddings.
Joshua Giddings, né le 20 juillet 2003 à Nottingham, est un coureur cycliste britannique, originaire d'Angleterre. Au cours de sa carrière, il participe à des compétitions sur route et sur piste.

## Biographie
Dans les rangs juniors, Joshua Giddings se distingue avec la sélection britannique en devenant champion d'Europe de poursuite par équipes et de l'américaine en 2021. Il se classe également douzième de Paris-Roubaix juniors. L'année suivante, il court principalement sur route avec l'équipe de British Cycling. Il participe notamment au Tour de Grande-Bretagne et au Tour de l'Avenir. 
En 2023, il intègre la réserve de la formation Lotto. Bon rouleur, il prend la troisième place du contre-la-montre inaugural de l'Olympia's Tour. Il se classe par ailleurs deuxième d'une étape de la Course de la Paix espoirs, à l'issue d'un sprint. Sur piste, il est sacré champion d'Europe de poursuite par équipes, chez les moins de 23 ans. 
Lors de la saison 2024, il obtient de nouveaux résultats sur l'Olympia's Tour en terminant deuxième d'une étape et septième du classement général. Il finit aussi premier de Bruxelles-Opwijk, quatrième du Circuit Het Nieuwsblad espoirs, cinquième d'une étape du Tour de Bretagne, sixième du Tour du Brabant flamand, septième d'une étape du Tour du lac Taihu, ou encore dixième du Grand Prix de la ville de Pérenchies. Après ses performances, il passe professionnel en 2025 chez Lotto. 

## Palmarès sur route

### Par année
- 2024
  - Bruxelles-Opwijk

### Classements mondiaux
| Année                                 | 2022  | 2023  | 2024  |
| ------------------------------------- | ----- | ----- | ----- |
| Classement mondial                    | 2475e | 2084e | 1821e |
| UCI Europe Tour                       | 1513e | 1317e | 1141e |
|                                       |       |       |       |
| Légende : nc = non classéSource : UCI |       |       |       |

## Palmarès sur piste

### Championnats d'Europe
| Édition / Épreuve        | Poursuite par équipes | Américaine |
| Apeldoorn 2021 (juniors) | Or                    | Or         |
| Anadia 2023 (espoirs)    | Or                    |            |

### Championnats nationaux
- 2021
  -  Champion de Grande-Bretagne de l'américaine juniors (avec Jack Brough)
  - 2e du championnat de Grande-Bretagne de poursuite juniors
  - 2e du championnat de Grande-Bretagne de course aux points juniors
  - 2e du championnat de Grande-Bretagne du scratch juniors
  - 3e du championnat de Grande-Bretagne du kilomètre juniors
- 2022
  - 3e du championnat de Grande-Bretagne du scratch